# Lamprocystis
Lamprocystis é um género de gastrópode  da família Euconulidae.
Este género contém as seguintes espécies:
- Lamprocystis denticulata
- Lamprocystis fastigata
- Lamprocystis hahajimana
- Lamprocystis hornbosteli
- Lamprocystis misella